# Campionat del Món d'atletisme de 2011
El Campionat del Món d'atletisme de 2011 se celebrà a Daegu (Corea del Sud) entre el 27 d'agost i el 4 de setembre de 2011 sota l'organització de l'Associació Internacional de Federacions d'Atletisme (IAAF).

## Informació general

### Ciutat amfitriona
Situat al cor de la regió del sud-est de la Península de Corea, Daegu és un important centre de comunicació del país, amb les seves xarxes de transport convenientment connectades a totes les ciutats de Corea en dues hores. Set autopistes, l'alta velocitat del Tren Express Coreà (KTX), un aeroport internacional, i una hora en cotxe al port fan de Daegu un atractiu nexe de comunicació.
Daegu, amb els seus rius cristal·lins, així com frondosos boscos i parcs, la converteix en la ciutat "més verda" de Corea del Sud. Poc després del campionat, Daegu es convertí en la seu del Congrés Mundial d'Energia de 2013. Anteriorment, va ser seleccionada com una "ciutat solar" per l'Agència Internacional de l'Energia (AIE) el 2000 i va esdevenir destinatària del Premi Ambiental (Argent) al 12è Fòrum Àsia-Pacífic per al Medi Ambient i el Desenvolupament.

### Ideals i eslògan
Daegu trià «el Somni, la Passió i el Desafiament» com els ideals de referència pel campionat mundial. «El Somni» ajudaria a unir al món en una comunitat global, on les fronteres nacionals i diferències culturals serien superades per «la Passió», que generaria un esperit de fraternitat entre la família de la IAAF. «El Desafiament» seria, en tot moment, la superació de les limitacions humanes, així com font d'inspiració d'aquests ideals a futures generacions de campions.
Per a aquestes nobles aspiracions, es va escollir «Esprintant junts per a l'endemà» (en anglès: Sprint Together for Tomorrow) com a lema que capturés l'esperit competitiu i el sentit de solidaritat de la família atlètica.

## Seu
El Campionat del Món de 2011 es disputarà a l'Estadi de Daegu, que és un complex ja provat des de fa un temps, ja que també va ser la seu amfitriona de la Copa del Món de Futbol de 2002 i la 22a Universíada d'estiu. D'altra banda, el 2003 la IAAF va certificar les pistes d'aquest estadi com de classe 1.
El sostre de tefló, que s'assembla als sostres de palla de les cases tradicionals coreanes, ofereix llum natural i un entorn de visualització òptima. A més, el rètol electrònic és d'alta definició i l'aplicació tecnològica d'última generació permetrà als espectadors veure la competició des de qualsevol seient a l'estadi de forma gairebé instantània i amb la màxima emoció.
El complex esportiu estarà format per estadis de preparació, incloent un estadi només pels concursos de llançament prop de l'estadi principal, que promourà la millora del rendiment dels atletes, així com unes instal·lacions d'última generació, com per exemple el Centre de Promoció d'Atletisme i un estadi de beisbol.

## Participació catalana
Cal destacar que l'única medalla de la delegació espanyola fou el bronze aconseguit per la tarragonina Natalia Rodríguez en els 1500 metres llisos. Dels esportistes provinents dels territoris de parla catalana, els nadius de Catalunya foren:
| Nom                 | Disciplina            | Pos.              | Origen                       | Club                 |
| ------------------- | --------------------- | ----------------- | ---------------------------- | -------------------- |
| Natalia Rodríguez   | 1500 m. llisos        | Medalla de bronze | Tarragona (Tarragonès)       | CG Tarragona         |
| Beatriz Pascual     | 20 km. marxa          | 9                 | Barcelona (Barcelonès)       | València Terra i Mar |
| María Vasco         | 20 km. marxa          | 13                | Viladecans (Baix Llobregat)  | CA María Vasco       |
| Plácida A. Martínez | 4 x 100 m. relleus    | 17                | Barcelona (Barcelonès)       | FC Barcelona         |
| Berta Castells      | llançament de martell | 18                | Torredembarra (Tarragonès)   | València Terra i Mar |
| Àngel Mullera       | 3000 m. obstacles     | 22                | Blanes (Selva)               | CA Lloret La Selva   |
| Anna M. Pinero      | salt de perxa         | 33                | Sabadell (Vallès Occidental) | AA Catalunya         |

## Resultats masculins

### Curses
2007 | 2009 | 2011 | 2013 | 2015
| Proves | Or | Or           | Plata                                                                                         | Plata        | Bronze                                                                                            | Bronze       |
| 100 m Detalls | Yohan Blake · Jamaica                                                                                              | 9.92         | Walter Dix · Estats Units                                                                     | 10.08        | Kim Collins · Saint Kitts i Nevis                                                                 | 10.09        |
| 200 m Detalls | Usain Bolt · Jamaica                                                                                               | 19.40 (WL)   | Walter Dix · Estats Units                                                                     | 19.70 (SB)   | Christophe Lemaitre · França                                                                      | 19.80 (NR)   |
| 400 m Detalls | Kirani James · Grenada                                                                                             | 44.60 (PB)   | LaShawn Merritt · Estats Units                                                                | 44.63        | Kévin Borlée · Bèlgica                                                                            | 44.90        |
| 800 m Detalls | David Rudisha · Kenya                                                                                              | 1:43.91      | Abubaker Kaki · Sudan                                                                         | 1:44.41      | Yury Borzakovskiy · Rússia                                                                        | 1:44.49      |
| 1500 m Detalls | Asbel Kiprop · Kenya                                                                                               | 3:35.69      | Silas Kiplagat · Kenya                                                                        | 3:35.92      | Matthew Centrowitz, Jr. · Estats Units                                                            | 3:36.08      |
| 5000 m Detalls | Mo Farah · Regne Unit                                                                                              | 13:23.36     | Bernard Lagat · Estats Units                                                                  | 13:23.64     | Dejen Gebremeskel · Etiòpia                                                                       | 13:23.92     |
| 10000 m Detalls | Ibrahim Jeilan · Etiòpia                                                                                           | 27:13.81     | Mo Farah · Regne Unit                                                                         | 27:14.07     | Imane Merga · Etiòpia                                                                             | 27:19.14     |
| Marató Detalls | Abel Kirui · Kenya                                                                                                 | 2:07:38 (SB) | Vincent Kipruto · Kenya                                                                       | 2:10:06      | Feyisa Lilesa · Etiòpia                                                                           | 2:10:32 (SB) |
| 110 m tanques Detalls | Jason Richardson · Estats Units                                                                                    | 13.16        | Liu Xiang · R.P. de la Xina                                                                   | 13.27        | Andy Turner · Regne Unit                                                                          | 13.44        |
| 400 m tanques Detalls | David Greene · Regne Unit                                                                                          | 48.26        | Javier Culson · Puerto Rico                                                                   | 48.44        | Louis Jacob van Zyl · Sud-àfrica                                                                  | 48.80        |
| 3000 m obstacles Detalls | Ezekiel Kemboi · Kenya                                                                                             | 8:14.85      | Brimin Kipruto · Kenya                                                                        | 8:16.05      | Mahiedine Mekhissi-Benabbad · França                                                              | 8:16.09      |
| 20 km marxa Detalls | Valeriy Borchin · Rússia                                                                                           | 1:19:56      | Vladimir Kanaykin · Rússia                                                                    | 1:20:27      | Luis Fernando López · Colòmbia                                                                    | 1:20:38 (SB) |
| 50 km marxa Detalls | Sergey Bakulin · Rússia                                                                                            | 3:41:24      | Denis Nizhegorodov · Rússia                                                                   | 3:42:45 (SB) | Jared Tallent · Austràlia                                                                         | 3:43:36 (SB) |
| 4x100 m Detalls | Jamaica · Nesta Carter · Michael Frater · Yohan Blake · Usain Bolt · Dexter Lee*                                   | 37.04 (WR)   | França · Teddy Tinmar · Christophe Lemaitre · Yannick Lesourd · Jimmy Vicaut                  | 38.20 (SB)   | Saint Kitts i Nevis · Jason Rogers · Kim Collins · Antoine Adams · Brijesh Lawrence               | 38.49        |
| 4x400 m Detalls | Estats Units · Greg Nixon · Bershawn Jackson · Angelo Taylor · LaShawn Merritt · Jamaal Torrance* · Michael Berry* | 2:59.31 (WL) | Sud-àfrica · Shane Victor · Ofentse Mogawane · Willem de Beer · LJ van Zyl · Oscar Pistorius* | 2:59.87      | Jamaica · Allodin Fothergill · Jermaine Gonzales · Riker Hylton · Leford Green · Lansford Spence* | 3:00.10      |
| AR Rècord del continent \| CR Rècord del campionat \| NR Rècord nacional \| OR Rècord olímpic \| PB/PR Millor marca personal/Rècord personal SB Millor marca personal de la temporada \| WL Millor marca mundial de l'any \| WR Rècord del món | |              |                                                                                               |              |                                                                                                   |              |

* Corredors que van participar només a les sèries i van rebre medalla.

### Concursos
2007 | 2009 | 2011 | 2013 | 2015
| Proves | Or                              | Or         | Plata                         | Plata      | Bronze                         | Bronze     |
| Salt d'alçada Detalls | Jesse Williams · Estats Units   | 2.35       | Aleksey Dmitrik · Rússia      | 2.35       | Trevor Barry · Bahames         | 2.32 (PB)  |
| Salt amb perxa Detalls | Paweł Wojciechowski · Polònia   | 5.90       | Lázaro Borges · Cuba          | 5.90 (NR)  | Renaud Lavillenie · França     | 5.85       |
| Salt de llargada Detalls | Dwight Phillips · Estats Units  | 8.45 (SB)  | Mitchell Watt · Austràlia     | 8.33       | Ngonidzashe Makusha · Zimbàbue | 8.25       |
| Triple salt Detalls | Christian Taylor · Estats Units | 17.96 (WL) | Phillips Idowu · Regne Unit   | 17.77 (SB) | Will Claye · Estats Units      | 17.50 (SB) |
| Llançament de pes Detalls | David Storl · Alemanya          | 21.78 (PB) | Dylan Armstrong · Canadà      | 21.64      | Andrei Mikhnevich · Belarús    | 21.40      |
| Llançament de disc Detalls | Robert Harting · Alemanya       | 68.97      | Gerd Kanter · Estònia         | 66.95      | Ehsan Haddadi · Iran           | 66.08 (SB) |
| Llançament de javelina Detalls | Matthias de Zordo · Alemanya    | 86.27 (SB) | Andreas Thorkildsen · Noruega | 84.78      | Guillermo Martínez · Cuba      | 84.30      |
| Llançament de martell Detalls | Koji Murofushi · Japó           | 81.24 (SB) | Krisztián Pars · Hongria      | 81.18 (SB) | Primož Kozmus · Eslovènia      | 79.39 (SB) |
| Decatló Detalls | Trey Hardee · Estats Units      | 8607       | Ashton Eaton · Estats Units   | 8505       | Leonel Suárez · Cuba           | 8501 (SB)  |
| AR Rècord del continent \| CR Rècord del campionat \| NR Rècord nacional \| OR Rècord olímpic \| PB/PR Millor marca personal/Rècord personal SB Millor marca personal de la temporada \| WL Millor marca mundial de l'any \| WR Rècord del món |                                 |            |                               |            |                                |            |

## Resultats femenins

### Curses
2007 | 2009 | 2011 | 2013 | 2015
| Proves | Or | Or              | Plata | Plata        | Bronze | Bronze       |
| 100 m Detalls | Carmelita Jeter · Estats Units                                                                                              | 10.90           | Veronica Campbell-Brown · Jamaica                                                                                              | 10.97        | Kelly-Ann Baptiste · Trinitat i Tobago                                                                                                | 10.98        |
| 200 m Detalls | Veronica Campbell-Brown · Jamaica                                                                                           | 22.22 (SB)      | Carmelita Jeter · Estats Units                                                                                                 | 22.37        | Allyson Felix · Estats Units | 22.42        |
| 400 m Detalls | Amantle Montsho · Botswana                                                                                                  | 49.56 (NR)      | Allyson Felix · Estats Units                                                                                                   | 49.59        | Anastasiya Kapachinskaya · Rússia | 50.24        |
| 800 m Detalls | Mariya Savinova · Rússia | 1:55.87 (WL+PB) | Caster Semenya · Sud-àfrica | 1:56.35 (SB) | Janeth Jepkosgei · Kenya | 1:57.42 (SB) |
| 1500 m Detalls | Jennifer Simpson · Estats Units                                                                                             | 4:05.40         | Hannah England · Regne Unit | 4:05.68      | Natalia Rodríguez · Espanya | 4:05.87      |
| 5000 m Detalls | Vivian Cheruiyot · Kenya | 14:55.36        | Sylvia Jebiwott Kibet · Kenya                                                                                                  | 14:56.21     | Meseret Defar · Etiòpia | 14:56.94     |
| 10000 m Detalls | Vivian Cheruiyot · Kenya | 30:48.98        | Sally Kipyego · Kenya | 30:50.04     | Linet Masai · Kenya | 30:53.59     |
| Marató Detalls | Edna Kiplagat · Kenya | 2:28:43         | Priscah Jeptoo · Kenya | 2:29:00      | Sharon Cherop · Kenya | 2:29:14      |
| 100 m tanques Detalls | Sally Pearson · Austràlia                                                                                                   | 12.28 (CR+AR)   | Danielle Carruthers · Estats Units                                                                                             | 12.47 (PB)   | Dawn Harper · Estats Units | 12.47 (PB)   |
| 400 m tanques Detalls | Lashinda Demus · Estats Units                                                                                               | 52.47 (WL)      | Melaine Walker · Jamaica | 52.73        | Natalya Antyukh · Rússia | 53.85        |
| 3000 m obstacles Detalls | Yuliya Zarudneva Zaripova · Rússia                                                                                          | 9:07.03 (WL)    | Habiba Ghribi · Tunísia | 9:11.97 (NR) | Milcah Chemos Cheywa · Kenya | 9:17.16      |
| 20 km marxa Detalls | Olga Kaniskina · Rússia | 1:29:42         | Liu Hong · R.P. de la Xina | 1:30:00      | Anisya Kirdyapkina · Rússia | 1:30:13      |
| 4x100 m Detalls | Estats Units · Bianca Knight · Allyson Felix · Marshevet Myers · Carmelita Jeter · Shalonda Solomon* · Alexandria Anderson* | 41.56 (WL)      | Jamaica · Shelly-Ann Fraser-Pryce · Kerron Stewart · Sherone Simpson · Veronica Campbell-Brown · Jura Levy*                    | 41.70 (NR)   | Ucraïna · Olesya Povh · Nataliya Pohrebnyak · Mariya Ryemyen · Hrystyna Stuy                                                          | 42.51 (SB)   |
| 4x400 m Detalls | Estats Units · Sanya Richards-Ross · Allyson Felix · Jessica Beard · Francena McCorory · Natasha Hastings* · Keshia Baker*  | 3:18.09 (WL)    | Jamaica · Rosemarie Whyte · Davita Prendergast · Novlene Williams-Mills · Shericka Williams · Shereefa Lloyd* · Patricia Hall* | 3:18.71 (NR) | Rússia · Antonina Krivoshapka · Natalya Antyukh · Lyudmila Litvinova · Anastasiya Kapachinskaya · Kseniya Vdovina* · Ksenia Zadorina* | 3:19.36 (SB) |
| AR Rècord del continent \| CR Rècord del campionat \| NR Rècord nacional \| OR Rècord olímpic \| PB/PR Millor marca personal/Rècord personal SB Millor marca personal de la temporada \| WL Millor marca mundial de l'any \| WR Rècord del món | |                 | |              | |              |

* Corredores que van participar només a les sèries i van rebre medalla.

### Concursos
2007 | 2009 | 2011 | 2013 | 2015
| Proves | Or                            | Or            | Plata                       | Plata      | Bronze                                   | Bronze     |
| Salt d'alçada Detalls | Anna Chicherova · Rússia      | 2.03          | Blanka Vlašić · Croàcia     | 2.03 (SB)  | Antonietta Di Martino · Itàlia           | 2.00       |
| Salt amb perxa Detalls | Fabiana Murer · Brasil        | 4.85 (AR)     | Martina Strutz · Alemanya   | 4.80 (RN)  | Svetlana Feofanova · Rússia              | 4.75       |
| Salt de llargada Detalls | Brittney Reese · Estats Units | 6.82          | Olga Kucherenko · Rússia    | 6.77       | Ineta Radēviča · Letònia                 | 6.76       |
| Triple salt Detalls | Olha Saladukha · Ucraïna      | 14.94         | Olga Rypakova · Kazakhstan  | 14.89      | Caterine Ibargüen · Colòmbia             | 14.84      |
| Llançament de pes Detalls | Valerie Adams · Nova Zelanda  | 21.24 (CR+AR) | Nadzeya Astapchuk · Belarús | 20.05      | Jillian Camarena-Williams · Estats Units | 20.02      |
| Llançament de disc Detalls | Li Yanfeng · R.P. de la Xina  | 66.52         | Nadine Müller · Alemanya    | 65.97      | Yarelis Barrios · Cuba                   | 65.73      |
| Llançament de javelina Detalls | Mariya Abakumova · Rússia     | 71.99 (CR+NR) | Barbora Špotáková · Txèquia | 71.58 (SB) | Sunette Viljoen · Sud-àfrica             | 68.38 (AR) |
| Llançament de martell Detalls | Tatyana Lysenko · Rússia      | 77.13 (SB)    | Betty Heidler · Alemanya    | 76.06      | Zhang Wenxiu · R.P. de la Xina           | 75.03      |
| Heptatló Detalls | Tatyana Chernova · Rússia     | 6880 (WL)     | Jessica Ennis · Regne Unit  | 6751       | Jennifer Oeser · Alemanya                | 6572       |
| AR Rècord del continent \| CR Rècord del campionat \| NR Rècord nacional \| OR Rècord olímpic \| PB/PR Millor marca personal/Rècord personal SB Millor marca personal de la temporada \| WL Millor marca mundial de l'any \| WR Rècord del món |                               |               |                             |            |                                          |            |

## Medaller
Estat amfitrió (Corea del Sud)
| Posició | País                | Or | Plata | Bronze | Total |
| 1       | Estats Units        | 12 | 8     | 5      | 25    |
| 2       | Rússia              | 9  | 4     | 6      | 19    |
| 3       | Kenya               | 7  | 6     | 4      | 17    |
| 4       | Jamaica             | 4  | 4     | 1      | 9     |
| 5       | Alemanya            | 3  | 3     | 1      | 7     |
| 6       | Regne Unit          | 2  | 4     | 1      | 7     |
| 7       | R.P. de la Xina     | 1  | 2     | 1      | 4     |
| 8       | Austràlia           | 1  | 1     | 1      | 3     |
| 9       | Etiòpia             | 1  | 0     | 4      | 5     |
| 10      | Ucraïna             | 1  | 0     | 1      | 2     |
| 11      | Botswana            | 1  | 0     | 0      | 1     |
| 11      | Brasil              | 1  | 0     | 0      | 1     |
| 11      | Grenada             | 1  | 0     | 0      | 1     |
| 11      | Japó                | 1  | 0     | 0      | 1     |
| 11      | Nova Zelanda        | 1  | 0     | 0      | 1     |
| 11      | Polònia             | 1  | 0     | 0      | 1     |
| 17      | Cuba                | 0  | 1     | 3      | 4     |
| 17      | França              | 0  | 1     | 3      | 4     |
| 19      | Sud-àfrica          | 0  | 1     | 2      | 3     |
| 20      | Belarús             | 0  | 1     | 1      | 2     |
| 21      | Canadà              | 0  | 1     | 0      | 1     |
| 21      | Croàcia             | 0  | 1     | 0      | 1     |
| 21      | Txèquia             | 0  | 1     | 0      | 1     |
| 21      | Estònia             | 0  | 1     | 0      | 1     |
| 21      | Hongria             | 0  | 1     | 0      | 1     |
| 21      | Kazakhstan          | 0  | 1     | 0      | 1     |
| 21      | Noruega             | 0  | 1     | 0      | 1     |
| 21      | Puerto Rico         | 0  | 1     | 0      | 1     |
| 21      | Sudan               | 0  | 1     | 0      | 1     |
| 21      | Tunísia             | 0  | 1     | 0      | 1     |
| 31      | Colòmbia            | 0  | 0     | 2      | 2     |
| 31      | Saint Kitts i Nevis | 0  | 0     | 2      | 2     |
| 33      | Bahames             | 0  | 0     | 1      | 1     |
| 33      | Bèlgica             | 0  | 0     | 1      | 1     |
| 33      | Iran                | 0  | 0     | 1      | 1     |
| 33      | Itàlia              | 0  | 0     | 1      | 1     |
| 33      | Letònia             | 0  | 0     | 1      | 1     |
| 33      | Eslovènia           | 0  | 0     | 1      | 1     |
| 33      | Espanya             | 0  | 0     | 1      | 1     |
| 33      | Trinitat i Tobago   | 0  | 0     | 1      | 1     |
| 33      | Zimbàbue            | 0  | 0     | 1      | 1     |
| Total   | Total               | 47 | 47    | 47     | 141   |